# Edgar George Ulmer
Edgar G(eorge) Ulmer (Olomouc, Moràvia, 17 de setembre de 1900 - Woodland Hills, Hollywood, 17 de setembre de 1972) va ser un destacat cineasta estatunidenc d'origen centreeuropeu, que va realitzar bones pel·lícules amb mitjans molt escassos, gràcies a la seva capacitat inventiva i a la seva gran formació al costat de grans creadors del teatre i del cinema. Encara que oblidat abans de la seva mort, va ser defensat per Godard o Truffaut, i després i intensament per Wim Wenders o Peter Bogdanovich; en particular es destaca avui el seu inicial cinema 'negre' o de misteri.

## Trajectòria
Ulmer va néixer en Olomouc, llavors dins de l'Imperi Austrohongarès i ara dins del que és Txèquia, i no a Viena com es pretén sovint. Era d'origen jueu per part de pare (la seva mare era vienesa, sense més), però Ulmer no va saber dels seus orígens paterns fins que va entrar en l'institut vienès, restrictiu amb les minories, ja que ningú el va portar mai a una sinagoga ni li va comentar res sobre aquest tema.
Ulmer es va interessar pel teatre des de nen, i concretament per l'escenografia, en traslladar-se a Viena molt aviat, amb la família, per a estudiar Art i freqüentar el Burgtheater vienès. La seva formació va ser per tant alemanya, en un moment excepcional d'aquesta cultura que no trigaria a fer-se fallida amb el nazisme.
En els anys vint, va marxar a Berlín, on va treballar durant tres anys amb Max Reinhardt. F. W. Murnau i William Dieterle treballaven com a actors en aquells dies amb el gran director teatral, i els va tractar molt.
Segons va afirmar Ulmer repetides vegades, va treballar en els decorats de El gabinet del doctor Caligari (pel·lícula muda dirigida per Robert Wiene, de 1920); va estar amb Paul Wegener fent siluetes per a Der Golem, wie er in die Welt kam, així mateix de 1920; va assistir a F. W. Murnau (Les finances del gran duc; Der Letzte Mann, totes dues de 1924), a través d'un amic d'aquest, i també a G.W. Pabst en Die Freudlose Gasse, perquè Ulmer va fer els decorats el 1925. A més va col·laborar més tard a la Universum Film AG amb un sever, al seu judici, Fritz Lang (Metropolis; Els Nibelungs; Spione) i amb Erich von Stroheim (Els amors d'un príncep), a qui va admirar. Les seves escenografies tindran una gran petjada formativa en el millor cinema centreeuropeu.
Ulmer va emigrar aviat als Estats Units (el 1923), i va filmar molts westerns fins a 1926; encara que va seguir amb el seu contacte europeu, com s'ha vist. En 1930 va fer un destacat documental a Berlín, Menschen am Sonntag, realitzat amb Robert Siodmak (l'operador va ser Eugene Schüfftan, ajudat per Fred Zinnemann; el guió el van escriure Billy Wilder i Curt Siodmak). És un document amarg sobre l'oci dels empleats, molt observador i sense intenció social rellevant. Està en la línia de Walter Ruttmann, Berlin: Die Sinfonie der Großstadt o de les experiències de Dziga Vértov.
Amic de Siodmak, doncs, Ulmer es va relacionar aviat, de fet, amb Billy Wilder i amb William Wyler, també amb el seu germà, Bobby Wyler, productor de cinema associat a aquest.

## El cineasta
Ulmer va ser conegut aviat, als EUA, per The Black Cat (1934), pel·lícula interessant, amb bons actors (Bela Lugosi i Boris Karloff), que va ser rodada en decorats de tipus Bauhaus, amb els quals va aconseguir una atmosfera terrorífica.
La seva filla ha confirmat que Ulmer va arruïnar les seves possibilitats d'escalar posicions dins d'aquest món en enamorar-se de Shirley, la dona del productor Max Alexander, que a més era nebot de Carl Laemmle, el fundador dels estudis Universal. Ella es va separar de Max Alexander, i es va casar amb Ulmer el 1936; van tenir la citada filla, la qual cosa va bloquejar la carrera d'Ulmer en la línia principal de la producció.
De totes maneres, Ulmer sempre va ser sempre procliu a treballar en zones marginals, quan vivia a Nova York. Va rodar una excel·lent pel·lícula sobre el món quotidià, de població negra, en Harlem: Moon Over Harlem, de 1939. I va fer, a més de dues pel·lícules ucraïneses, quatre films en ídix, començant per la gran comèdia Greene Felde (1938). Per a això va haver d'aprendre aquesta llengua, perquè ell no havia tingut més que uns certs contactes amb el teatre jueu tradicional quan era un noi, però va quedar impressionat amb el Teatre Jueu d'Art, a Nova York, una ciutat on vivien tres milions de parlants en ídix.
Ja en els quaranta, va marxar a Hollywood. El seu rigor estilístic, la seva qualitat i subtilesa destaquen en films de la sèrie B, com Barbablava (1944), Desviació (1945), que és tota una 'raresa' del cinema negre amb els seus només dos personatges i a penes tres decorats, rodat en uns deu dies; o The Strange Woman (1946). Pot afegir-se Ruthless, més elaborada; els quatre films han estat ben recuperats en el segle XXI. Es considera que Desviació està en la cruïlla del model europeu i el nou naturalisme americà.
Altre títols seus són: Barbablava (1944), amb un gran paper protagonista de John Carradine; Strange Illusion (1945); L'home del planeta X (1951); Babes in Bagdad; i Naked Dawn (1955). Obres posteriors com Beyond the Time Barrier (1960) i The Amazing Transparent Man (1960), són més aviat mitjanes. Va realitzar gairebé 50 pel·lícules, però en les seves deu últims anys no va produir res, en part per la seva mala salut.

## Balanç
Va romandre oblidat durant anys; molt aviat ja, el 1956, François Truffaut deia que Ulmer era el més desconegut dels cineastes estatunidencs. Per part seva, molt més tard, Jean-Luc Godard va dedicar a Ulmer la seva pel·lícula Détective (1985), i va jugar amb el títol de la seva pel·lícula Desviació en altres projectes seus.Peter Bogdanovich el va entrevistar el 1970, poc abans de la seva mort, aconseguint moltes dades de la seva vida artística.
Però en el segle XXI, Ulmer va renéixer per al gran públic amb la publicació de diversos DVD (en Versus), que inclouen documentals i fullets explicatius. L'esforç de la fundació creada per la seva filla Arianné (que és una gran cinèfila), va permetre anar recuperant alguns dels seus treballs i restaurar-los.
Per a Truffaut, l'univers de Ulmer era un món tendre, en el fons, i amb un cert humor que li feia pensar en Jean Renoir o en Max Ophüls.

## Filmografia
- Menschen am Sonntag, 1930), documental dirigit juntament amb Robert Siodmak.
- The Black Cat (1934)
- Thunder Over Texas (1934)
- Natalka Poltavka (1937), en ucraïnès
- The Singing Blacksmith (1938)
- Greene Felde (1938), parlada en ídix, gran èxit comercial.
- Zaprosh za Dunayem (Cossacks in Exile) (1939), en ucraïnès
- Moon Over Harlem (1939)
- Die Klatsche/The Light Ahead (1939), parlat en ídix
- Americaner Schaden/American Matchtmaker (1940), parlada en ídix
- My Son, the Hero (1943)
- Isle of Forgotten Sins (1943)
- Jive Junction (1943)
- Barbablava (1944)
- Minstrel Man (1944)
- Strange Illusion (1945)
- Club Havana (1945)
- Desviació (1945)
- The Strange Woman (1946)
- Her Sister's Secret (1946)
- Carnegie Hall (1947)
- Ruthless (1948)
- The Pirates of Capri (1949)
- So Young So Bad (1950)
- St. Benny the Dip (1951)
- L'home del planeta X (1951)
- Babes in Bagdad (1952)
- L'amante di Paride (1954), rodada a Itàlia
- Murder Is My Beat (1955)
- Naked Dawn (1955)
- The Daughter of Dr. Jekyll (1957)
- Anníbal (1959), rodada a Itàlia
- Beyond the Time Barrier (1960)
- The Amazing Transparent Man (1960)
- L'Atlantide (1961)
- Sette contro la morte (1965). També productor.